# NGC 2745
NGC 2745 é uma galáxia lenticular (S0) localizada na direcção da constelação de Cancer. Possui uma declinação de +18° 15' 28" e uma ascensão recta de 9 horas, 04 minutos e 39,3 segundos.
A galáxia NGC 2745 foi descoberta em 28 de Março de 1864 por Albert Marth.